# Côte d'Ivoire aux Jeux olympiques
La Côte d'Ivoire participe aux Jeux olympiques depuis 1964 et a envoyé des athlètes à chaque jeux depuis cette date sauf en 1980. Le pays n'a jamais participé aux Jeux d'hiver.  
Le pays a remporté sa première médaille en 1984 en athlétisme. Les trois suivantes ont été en taekwondo aux Jeux de Rio 2016 et à Tokyo 2020.
Le Comité national olympique de Côte d'Ivoire a été créé en 1962 et a été reconnu par le Comité international olympique (CIO) en 1963.

## Médailles
| Médaille | Nom            | Jeux             | Sport      | Compétition           |
| -------- | -------------- | ---------------- | ---------- | --------------------- |
| Argent   | Gabriel Tiacoh | Los Angeles 1984 | Athlétisme | 400 mètres hommes     |
| Bronze   | Ruth Gbagbi    | Rio 2016         | Taekwondo  | Moins de 67 kg femmes |
| Or       | Cheick Cissé   | Rio 2016         | Taekwondo  | Moins de 80 kg hommes |
| Bronze   | Ruth Gbagbi    | Tokyo 2020       | Taekwondo  | Moins de 67 kg femmes |
| Bronze   | Cheick Cissé   | Paris 2024       | Taekwondo  | Plus de 80 kg hommes  |